# Rogers Communications
Rogers Communications Inc. er en canadisk telekommunikations- og medievirksomhed. Deres forretningsomfang omfatter mobiltelefoni, kabel-tv, fastnet, bredbånd og massemedier. Den nuværende virksomhed blev etableret i 1960, da Ted Rogers og en partner opkøbte CHFI-FM radiostationen. De blev efterfølgende delejere af en koncern, som etablered tv-stationen CFTO.